# 無線機器型式検定規則
無線機器型式検定規則（むせんききかたしきけんていきそく、昭和36年12月26日郵政省令第40号）は、電波法の規定により、型式について総務大臣の行う検定に合格することを要する無線設備の機器の型式検定の合格の条件、申請手続等に関して定める総務省令である。

## 構成
2023年（令和5年）12月22日現在
第1章 総則
第2章 型式検定の合格の条件
第3章 型式検定の手続等
附則

## 概要
本規則は、電波法において検定が必要と規定している無線設備について、その検定の手続き、基準などについて定めるものである。
電波法第37条には、
1. 電波法第31条の規定により備え付けなければならない周波数測定装置
2. 船舶安全法第2条（同法第29条の7の規定に基づく政令において準用する場合を含む。）の規定に基づく命令により船舶に備えなければならないレーダー
3. 船舶に施設する救命用の無線設備の機器であつて総務省令で定めるもの
4. 第33条の規定により備えなければならない無線設備の機器（前号に掲げるものを除く。）
5. 第34条本文に規定する船舶地球局の無線設備の機器
6. 航空機に施設する無線設備の機器であつて総務省令で定めるもの

に検定を要するとしている。すなわち対象は、周波数測定装置および船舶・航空機用の無線機器である。
促音の表記は原文ママ
従前は電波法に定める機器以外にも、簡易無線やラジオゾンデ等の無線機器が検定の対象とされていた。
これは、操作に無線従事者を不要とする「簡易な操作」、又は予備免許や落成検査を不要とする簡易な免許手続の対象とする要件とする為のものであった。
これらの機器は、1981年（昭和56年）に制定された特定無線設備の技術基準適合証明に関する規則（現・特定無線設備の技術基準適合証明等に関する規則）の対象に順次された。
また、船舶用の簡易な機器も対象とされるものとなってきた。

## 検定の申請
受検機器の製造者（輸入機器では輸入業者又は改修者を含む。）が申請書、取扱説明書及び検査成績書各一通並びに受検機器一台を添えて総務大臣に提出する。ただし、航空機に施設する無線設備以外の受検機器については、第一級・第二級総合無線通信士、第一級・第二級海上無線通信士又は陸上無線技術士が測定器等の較正に関する規則による較正を受けた測定器を使用した試験結果通知書を提出すれば、検査成績書及び受検機器の提出は不要である。 

## 検定の方法
前項の申請がされたときは、原則として3ヶ月以内に試験が実施される。実施するのは情報通信研究機構（従前の電波研究所、通信総合研究所）である。

## 表示
合格機器はマーク及び次に掲げる事項を記載した標章を付さなければならない。 
1. 合格者の氏名又は名称
2. 機器の名称
3. 機器の型式名
4. 検定番号及び型式検定合格の年月日
5. 当該機器の製造年月
6. その他合格者が必要とする事項

マークは次のとおりでなければならない。
1. 大きさは、なるべく直径20mm以上
2. 材料は、容易に損傷しないもの
3. 色彩は、適宜。但し、マークを容易に識別することができること
4. 表示は、機器の表面の見やすい箇所に付すること

## 沿革
1950年（昭和25年）
6月に昭和25年電波監理委員会規則第8号として制定
- 検定対象とされたのは、
  - 周波数測定装置
  - 船舶用警急自動受信機
  - 船舶用無線方位測定機

であった。なお、当時は日本人による航空機製造は禁止されており、航空用無線機器についても同様であった。
11月に昭和25年電波監理委員会規則第19号による全部改正
1952年（昭和27年）- 電波監理委員会廃止
- 電波法改正[2]により郵政省令となる。

1962年（昭和37年）- 昭和36年郵政省令第40号による全部改正の施行
2001年（平成13年）- 中央省庁再編で郵政省廃止、総務省設置
- 中央省庁等改革のための郵政省関係省令の整備に関する省令[3]第33条により総務省令となる。